# Omega XIII: Babylon
Omega XIII: Babylon – trzynasty węgierskojęzyczny album zespołu Omega, wydany w 1987 na płycie gramofonowej. W 1994 album został wydany również na płycie kompaktowej. W 2004 roku wydano wersję bonusową.

## Lista utworów
Album zawiera utwory:
1. Babylon – 4:07
2. Hajnali óceán – 7:04
3. Harangok – 4:26
4. Gonosz város – 4:20
5. Holdvirág – 6:03
6. Júdás – 4:12
7. Segíts nekem – 4:59
8. Utolsó ítélet – 6:13

Bonus (wydanie 2004):
1. Lady Moon (Holdvirág) – 6:02
2. Moorning Light (Hajnali óceán) – 7:03
3. Home Again (Segíts nekem!) – 5:07

## Wykonawcy
Twórcami albumu są:
- László Benkő – instrumenty klawiszowe
- Ferenc Debreceni – perkusja
- János Kóbor – wokal
- Tamás Mihály – gitara basowa
- György Molnár – gitara